# Section de Brutus
La section de Brutus était, sous la Révolution française, une section révolutionnaire parisienne.

## Représentants
Elle était représentée à la Commune de Paris par :
- Jean Philippe Victor Charlemagne, instituteur né à Paris en 1767 où 1768, il demeurait 92, rue de Cléry où il tenait avec son père une pension. Officier municipal, vice-président du conseil général, et président de la section Brutus, il était, avec son père, au nombre des partisans les plus déterminés de Robespierre. Il fut guillotiné le 11 thermidor an II (29 juillet 1794) ;
- Pierre Nicolas Lacour, notaire né à Pontoise en 1767. Officier municipal, il demeurait 2 rue Neuve-Saint-Eustache et fut guillotiné le 11 thermidor an II.
- Claude Menessier, marchand de faïences, demeurant 2, rue Saint-Joseph

## Historique
Cette section s’appela d’abord « section de la Fontaine-Montmorency ». En octobre 1792, elle l’abandonna pour prendre celui de « section de Molière et Lafontaine », et enfin, en septembre 1793, celui de « section de Brutus ».
«  Section de Brutus, cî-devant Moliere & la Fontaine »

## Territoire
Quartier du Sentier actuel.

## Limites
Le Boulevard, à droite, depuis la rue Montmartre, jusqu’à la rue Poissonnière : la rue Poissonnière et celle des Petits-Carreaux, à droite, jusqu’au passage du Saumon : le passage du Saumon, des deux côtés : la rue Montmartre, à droite, depuis le Passage du Saumon, jusqu’au Boulevard.

## Intérieur
Les rues du Sentier, Saint-Fiacre, des Jeûneurs, Saint-Roch, du Croissant, Saint-Joseph, du Gros-Chenet, partie de la rue de Cléry, depuis la rue Montmartre jusqu’à celle des Petits-Carreaux ; les rues Neuve-Saint-Eustache, du Bout-du-Monde, etc., et généralement tous les rues, culs-de-sac, places, etc., enclavés dans cette limite.

## Local
Cette section se réunissait dans la chapelle Saint-Joseph, attenante au cimetière enclos du même non, et succursale de l'église Saint-Eustache dans le 1er arrondissement. L'édifice était situé à l'emplacement de l'actuel numéro 142, rue Montmartre, formant un angle avec la rue Saint-Joseph (autres dénominations et variantes dans la graphie : rue du Tems Perdu, rue du Temps perdu, rue Joseph, rue Saint-Joseph-Montmartre).

## Population
9 450 habitants, dont 300 ouvriers et 350 économiquement faibles.

## 9 Thermidor an II
Lors de la chute de Robespierre, le  19 vendémiaire an IV (11 octobre 1795), la section de Brutus resta fidèle à la Convention nationale, mais ses deux représentants, eux, soutinrent la  Commune de Paris et furent guillotinés.

## Galerie

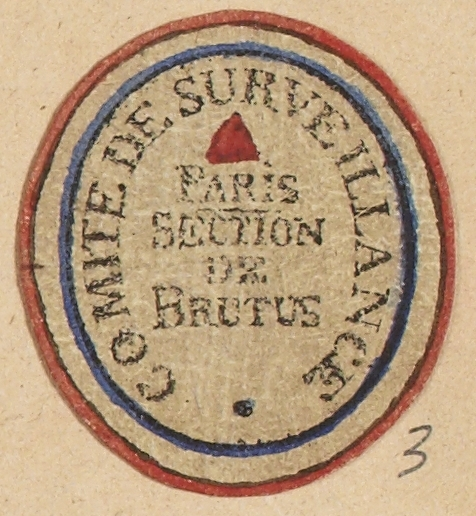

## Évolution
Après le regroupement par quatre des sections révolutionnaires par la loi du 19 vendémiaire an IV (11 octobre 1795) qui porte création de 12 arrondissements, la présente section est maintenue comme subdivision administrative, puis devient, par arrêté préfectoral du 10 mai 1811, le quartier Montmartre (3e arrondissement de Paris).